# Canton de Kourou
Le canton de Kourou est une ancienne division administrative française, située dans le département de la Guyane, dans l'arrondissement de Cayenne.

## Présentation
| Nom                | Code Insee | Intercommunalité | Superficie (km2) | Population (dernière pop. légale) | Densité (hab./km2) |
| ------------------ | ---------- | ---------------- | ---------------- | --------------------------------- | ------------------ |
| Kourou (chef-lieu) | 97304      | CC des Savanes   | 2 160,00         | 25 868 (2014)                     | 12                 |

## Administration
| Période | Période | Identité         | Étiquette    | Qualité |
| ------- | ------- | ---------------- | ------------ | --- |
| 1955    | 1973    | M. Magne         | DVD          | |
| 1973    | 1998    | Serge Patient    | DVG puis UDF | Enseignant, adjoint au maire de Kourou Président du Conseil Régional (1974-1980)                                                                              |
| 1998    | 2004    | Robert Putcha    | DVG          | Chef d'entreprise, conseiller régional |
| 2004    | 2011    | Juliana Rimane   | UMP          | Bibliothécaire Conseillère municipale de Kourou Députée (2002-2007)                                                                                           |
| 2011    | 2015    | François Ringuet | SE           | Responsable du personnel technique en lycée Maire de Kourou depuis 2014 Conseiller territorial depuis 2015 Président de la Communauté de communes des Savanes |